# Voie de communication
« Voie » redirige ici. Pour les autres significations, voir Voie (homonymie).
Ne doit pas être confondu avec route ou chemin.
 (février 2024).
Si vous disposez d'ouvrages ou d'articles de référence ou si vous connaissez des sites web de qualité traitant du thème abordé ici, merci de compléter l'article en donnant les références utiles à sa vérifiabilité et en les liant à la section « Notes et références ».

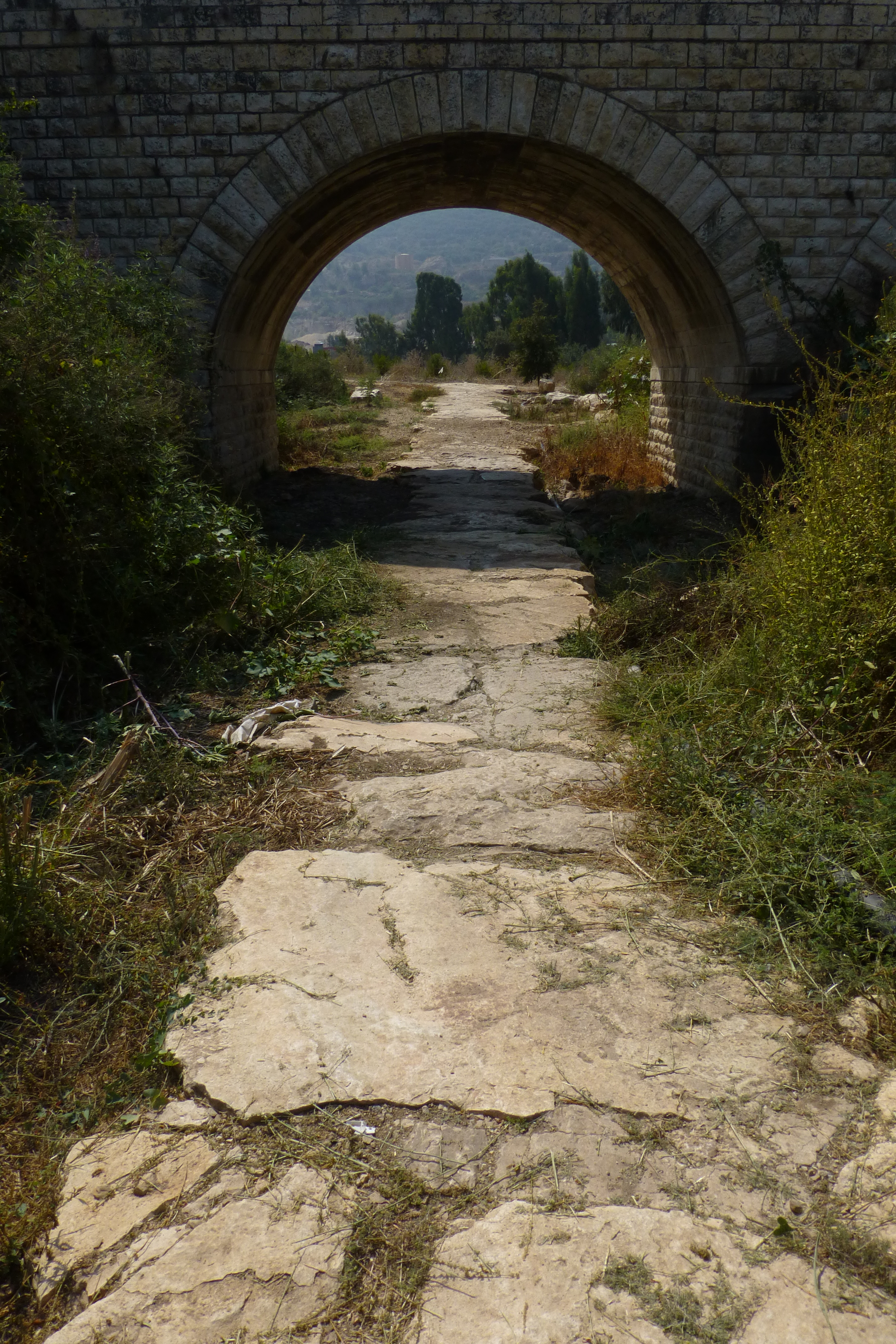
Voie

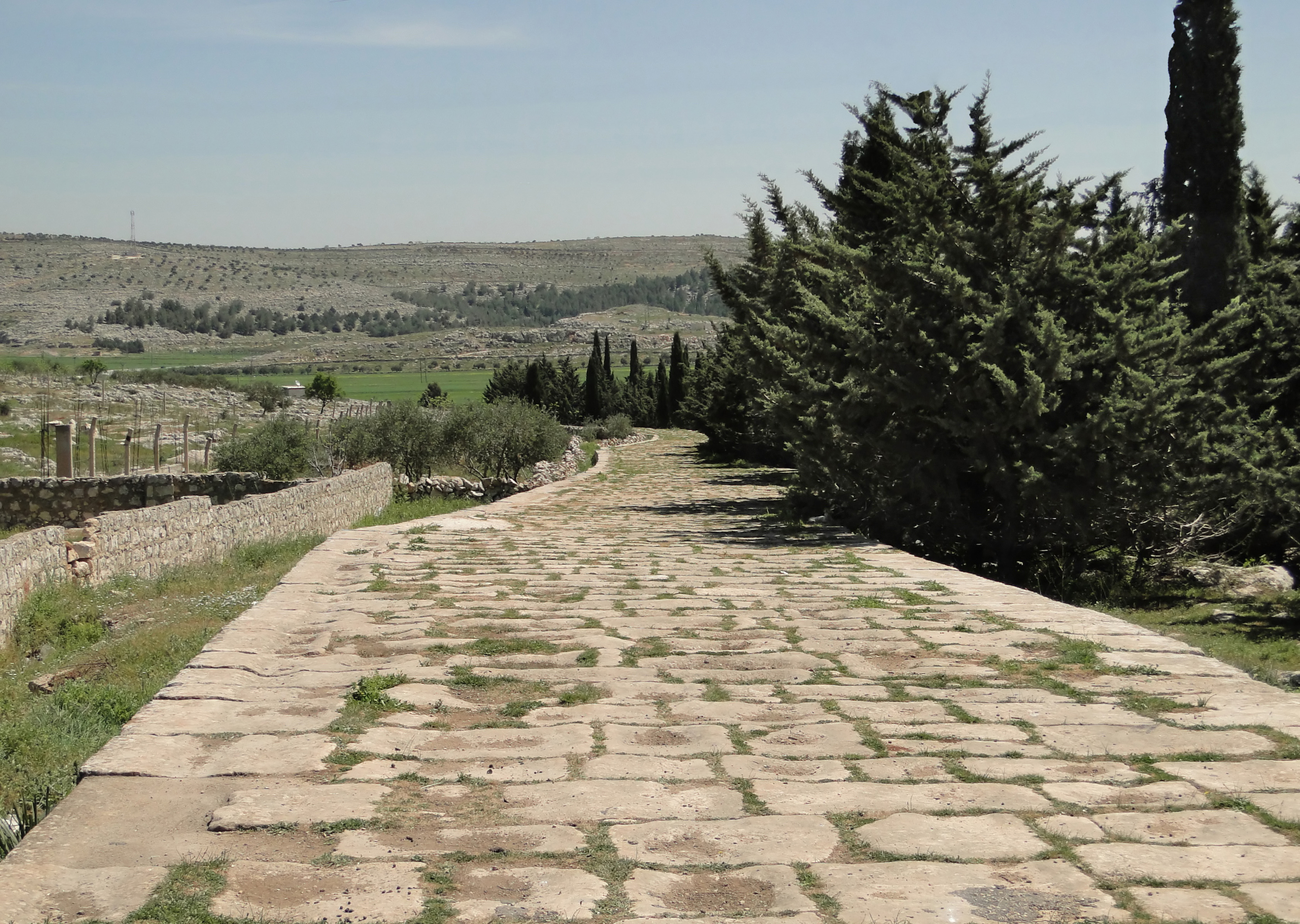
Une voie romaine en Syrie

Une voie ou voie de communication est un itinéraire aménagé permettant de passer d'un lieu à un autre à pied ou en véhicule, par exemple un chemin, une rue ou une voie rapide.

## Voies urbaines
Lorsqu'elle est située en ville, on parle de voie urbaine (rue, avenue, boulevard, etc.). 
Une voie est alors généralement désignée par un odonyme, qui se décompose en un type de voie (rue, avenue, chemin, voie…) suivi d'un nom qui rappelle un lieu, un événement, une date, un personnage important, etc.